# Chris Foreman
Pour les articles homonymes, voir Foreman.
Chris Foreman (Christopher John Foreman), né le 8 août 1956 à Londres, est un musicien britannique, connu comme membre fondateur et guitariste du groupe Madness.

## Biographie
Chris Foreman (dit Chrissy Boy) a grandi dans le nord de Londres. Avec Mike Barson, Lee Thompson et Chas Smash (Cathal Smith), il forme un groupe de ska appelé "The Invaders". Après l'arrivée de Graham McPherson, Mark Bedford et Dan Woodgate, le groupe est renommé "Madness". Foreman est l'un des auteurs-compositeurs principaux du groupe, dont il fait partie jusqu’à sa dissolution en 1986.
Chris Foreman et d’autres anciens membres de Madness reforment brièvement le groupe sous le nom de The Madness en 1988. The Madness enregistre deux simples (I pronounce you et What's that?) ainsi qu'un album intitulé The Madness. Ensuite Foreman et Lee Thompson forment le groupe Nutty boys qui sort un album intitulé Crunch (qui deviendra par la suite le nom du groupe).
En 2006, Chris Foreman rejoint le groupe Madness qui s’est reformé et qui classe son single Sorry dans le top 25 anglais.

## Vie privée
En 1976, Foreman épouse Susan, son amour de jeunesse, et ils ont un fils, Matthew (né en 1976). En 1992, Foreman épouse en secondes noces Laurence, avec qui il a un fils, Felix (né en 1993 à Hampstead, Londres). En 2001, Foreman épouse sa troisième femme Melissa, avec qui il a un fils, Frankie (né en 2002 à Londres) et une fille, Elfie (née en 2006 à Brighton).
En 2006, Chris Foreman quitta Kentish Town pour s'installer à Brighton.